# Redditions de Bordeaux
Cet article possède un paronyme, voir Siège de Bordeaux.
Guerre de Cent Ans
Batailles
Pendant la campagne de Guyenne qui marque la fin de la Guerre de Cent Ans, la ville de Bordeaux passe successivement aux mains des Français et des Anglais en 1451 et 1452 : ce sont les redditions de Bordeaux.

## Contexte
En 1438, Charles VII a tenté une première offensive contre Bordeaux : ses armées ont pillé la campagne environnante et détruit des vignobles, et ont poussé jusqu'au quartier Saint-Seurin, au pied des murailles de la ville, qu'elles ont mis à sac. Une deuxième tentative est lancée en 1442, mais les habitants de Bordeaux, les soldats anglais et les chevaliers gascons parviennent à nouveau à repousser les Français.
L'étau se resserre pourtant en 1450. La Guyenne est une des dernières possessions du roi Henri VI sur le continent, et les forces du roi de France s'y concentrent. La ville subit de lourdes pertes le jour de la Toussaint 1450 quand, à la bataille de la Male Jornade, ses défenseurs tentent une sortie pour attaquer à quelque dix kilomètres une position menaçante de troupes françaises.
L’été suivant, sous le commandement général de Jean de Dunois, les armées des comtes de Penthièvre, de Foix et d’Armagnac pénètrent en Guyenne par quatre côtés différents. Montguyon, Blaye, Bourg-sur-Gironde, Dax, Rions, Libourne, et Castillon se rendent l'une après l'autre. En juin, c'est le tour de la puissante forteresse de Fronsac, considérée comme la clef de la Guyenne, d'être assiégée. Bordeaux est isolée.

## Capitulation de juin 1451
Devant l'armée de 3 700 combattants (2 500 archers et 1 200 hommes d'armes) qui approche, les trois ordres de Bordeaux décident d'engager les négociations avec Dunois : la ville est insuffisamment fortifiée pour soutenir un siège. Le 12 juin 1451, leur délégation (l'archevêque Pey Berland, Pierre de Montferrand, Gaillard IV de Durfort-Duras, Jean de Lalande, Gadifer Shorthose, Guillem Androm et Bernard Angevin,) et celle de Dunois (Poton de Xaintrailles, Jean Bureau et Ogier de Breguit) conviennent que Bordeaux se soumettra à Charles VII onze jours plus tard — délai accordé pour laisser au monarque anglais le temps d'envoyer une armée suffisante pour « protéger la ville, livrer bataille et débouter les gens du roi de France ». Les Bordelais font prolonger la trêve jusqu'au 29 juin, mais sans résultat.

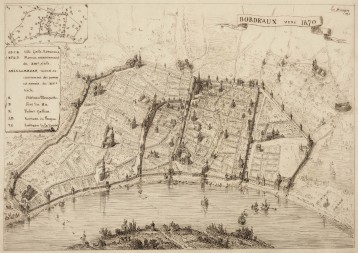
Bordeaux vers 1470 (Léo Drouyn, 1893)

Aussi le 30 juin les troupes françaises se rangent-elles en ordre de bataille devant les portes, où elles restent jusqu'au soir ; les habitants font crier à plusieurs reprises par un héraut : « Secours de ceux d'Angleterre pour iceux de Bordeaux ! ». Constatant que nul ne vient, ils ouvrent les portes, et c'est sans combattre que Dunois, Jean d’Orléans, Olivier de Coëtivy, Joachim Rouault — qui vient d'être fait connétable — et Jean Bureau entrent dans la ville avec leurs hommes. L’archevêque Pey Berland remet les clefs de la cité à Jean de Dunois et à Olivier de Coëtivy. Celui-ci est nommé sénéchal de Guyenne et Jean Bureau maire de Bordeaux, en remplacement de l'Anglais Gadifer Shorthose.
Les conditions du traité de capitulation sont très favorables aux Bordelais, dans l'objectif d'assurer leur bonne intégration dans le royaume : ceux-ci conservent leur « franchises, privilèges, libertés, statuts, lois, coutumes »,. Ceux qui souhaitent rester fidèles à la couronne d'Angleterre sont libres de se retirer avec leurs biens meubles (ainsi par exemple, Gaston Ier de Foix-Grailly, captal de Buch et frère du comte de Foix, quitte-t-il le continent pour l'Angleterre en transférant ses terres et châteaux à son petit-fils). En outre, les habitants de la ville et de la province ne paieront « désormais aucune taille, imposition, gabelle ni autre subside quelconque, exceptés les droits anciens », un parlement sera établi à Bordeaux pour toute la Guyenne et le roi y fera battre monnaie. 
La ville de Fronsac se rend dans les jours qui suivent. C'est un rude coup porté au moral des Anglo-Gascons, bien qu'en Médoc le capitaine anglais Robert Roklet tienne toujours le château de Lesparre et que Bayonne reste anglaise (elle tombera le 19 août).

## Reprise par John Talbot
Mais aussi favorable soit-il, l'accord ne met pas un terme aux relations qu'entretiennent certains nobles et bourgeois avec Londres. Bernard Angevin ou Pierre de Montferrand par exemple sont en relation permanente avec la cour d'Angleterre. Henri VI continue à y distribuer titres et droits : « on dirait que personne, sauf les gens du roi de France, n'avait pris au sérieux la soumission de Bordeaux », écrit l'historien Camille Jullian.
La levée d’une taxe pour la défense du pays, en dépit du traité de capitulation, est l'étincelle pour rappeler les Anglais. Les armées françaises se sont éloignées, seule reste en ville une garnison commandée par le comte de Clermont, gouverneur de la province. 
John Talbot, âgé d’environ 65 ans, débarque à Lesparre à la tête de 4 000 hommes. Six jours après, le 22 octobre 1452, il est devant Bordeaux ; les habitants ouvrent une des portes pour faciliter son entrée triomphale le lendemain,,. Coëtivy et sa garnison sont capturés. Henry Redford devient maire de Bordeaux.
En quelques semaines, Talbot reconquit tout le Bordelais, et notamment Fronsac que Joachim Rouault doit abandonner.
La Bordeaux anglaise va ainsi jouir d’un certain répit, jusqu'au retour des Français en 1453 avec les batailles de Martignas, de Castillon et le siège final de Bordeaux.